# Artiom Łaguta
Artiom Grigorjewicz Łaguta, ros. Артём Григорьевич Лагута (ur. 12 listopada 1990 w Bolszoj Kamieniu) – rosyjski żużlowiec, posiadający również polskie obywatelstwo.
Indywidualny mistrz świata 2021. Trzykrotny złoty medalista Speedway of Nations (2018, 2019 i 2020).

## Życiorys

### Życie prywatne
Jego starszym bratem jest Grigorij Łaguta, siostrzeńcem Wadim Tarasienko, a bratankiem Pawieł Łaguta. W kwietniu 2020 otrzymał polskie obywatelstwo. W związku małżeńskim z Awieliną Łagutą. Ma z nią dwójkę dzieci.

### Kariera
Od 2008 roku ściga się w polskich ligach. W 2010 roku awansował do przyszłorocznego Grand Prix, wygrywając turniej Grand Prix Challenge w duńskim Vojens. Również w 2010 roku wywalczył tytuł najlepszego juniora w Rosji, zwyciężając z kompletem 15 punktów. W całym cyklu zdobył jednak tylko 28 punktów i szybko się z nim pożegnał. W 2011 był zawodnikiem Włókniarza Częstochowa, w 2012 Polonii Bydgoszcz, w latach 2013–2014 Unii Tarnów, a od sezonu 2015 GKMu Grudziądz. Do rywalizacji w Grand Prix powrócił w 2018 roku i wtedy też po raz pierwszy stanął na podium jednej z rund. Pierwsze zwycięstwo w Grand Prix odniósł 28 sierpnia 2020 roku we Wrocławiu. W tym samym sezonie osiągnął najwyższą średnią biegową w polskiej lidze w karierze (2,479) reprezentując barwy GKMu Grudziądz.
Z reprezentacją Rosji zwyciężył w Speedway of Nations 2018. Sukces ten powtórzył w 2019 i 2020 roku.
Po sezonie 2020 ogłosił odejście z GKM-u Grudziądz. W 2021 został zawodnikiem Sparty Wrocław. Z tą drużyną wywalczył drużynowe mistrzostwo Polski w 2021 roku. W cyklu Grand Prix 2021, po wyrównanej walce do ostatniej rundy z Bartoszem Zmarzlikiem, wywalczył tytuł indywidualnego mistrza świata na żużlu, wyprzedzając Polaka o 3 punkty. Zwyciężył w 5 z 11 rund, w ośmiu z nich stał na podium. Jest pierwszym rosyjskim IMŚ na żużlu. Po zakończonym sezonie ogłosił podpisanie kontraktu z wrocławską drużyną do 2024 roku, jednak z powodu inwazji Rosji na Ukrainę rosyjscy zawodnicy zostali zawieszeni przez FIM do odwołania. W sezonie 2023, z powodu posiadania polskiego obywatelstwa, wrócił na polskie tory żużlowe na podstawie polskiej licencji.

## Starty w Grand Prix (Indywidualnych Mistrzostwach Świata na Żużlu)

### Zwycięstwa w poszczególnych zawodach Grand Prix
| Nr | Dzień          | Rok  | Nazwa             | Miejscowość | Tor                             | Długość toru |
| -- | -------------- | ---- | ----------------- | ----------- | ------------------------------- | ------------ |
| 1. | 28 sierpnia    | 2020 | Grand Prix Polski | Wrocław     | Stadion Olimpijski              | 352m         |
| 2. | 16 lipca       | 2021 | Grand Prix Czech  | Praga       | Stadion Markéta                 | 353m         |
| 3. | 7 sierpnia     | 2021 | Grand Prix Polski | Lublin      | Stadion MOSiR Bystrzyca         | 382m         |
| 4. | 28 sierpnia    | 2021 | Grand Prix Rosji  | Togliatti   | Stadion im. Anatolija Stepanowa | 330m         |
| 5. | 11 września    | 2021 | Grand Prix Danii  | Vojens      | Vojens Speedway Center          | 300m         |
| 6. | 1 października | 2021 | Grand Prix Polski | Toruń       | Motoarena                       | 318m         |

### Miejsca na podium
| Nr  | Dzień          | Rok  | Nazwa              | Miejscowość | Tor                             | Miejsce | Punkty | Biegi           | Zwycięzca        |
| --- | -------------- | ---- | ------------------ | ----------- | ------------------------------- | ------- | ------ | --------------- | ---------------- |
| 1.  | 30 czerwca     | 2018 | Grand Prix Danii   | Horsens     | CASA Arena (sztuczny tor)       | 2.      | 12     | (0,3,2,2,1,2,2) | Tai Woffinden    |
| 2.  | 6 października | 2018 | Grand Prix Polski  | Toruń       | Motoarena                       | 2.      | 20     | (3,3,3,3,3,3,2) | Tai Woffinden    |
| 3.  | 28 sierpnia    | 2020 | Grand Prix Polski  | Wrocław     | Stadion Olimpijski              | 1.      | 20     | (3,3,3,3,2,3,3) | —                |
| 4.  | 3 października | 2020 | Grand Prix Polski  | Toruń       | Motoarena                       | 3.      | 16     | (0,3,3,3,2,2,1) | Bartosz Zmarzlik |
| 5.  | 16 lipca       | 2021 | Grand Prix Czech   | Praga       | Stadion Markéta                 | 1.      | 20     | (3,3,1,3,3,2,3) | —                |
| 6.  | 30 lipca       | 2021 | Grand Prix Polski  | Wrocław     | Stadion Olimpijski              | 3.      | 16     | (3,3,2,2,3,3,1) | Bartosz Zmarzlik |
| 7.  | 31 lipca       | 2021 | Grand Prix Polski  | Wrocław     | Stadion Olimpijski              | 2.      | 18     | (3,2,3,3,2,2,2) | Bartosz Zmarzlik |
| 8.  | 7 sierpnia     | 2021 | Grand Prix Polski  | Lublin      | Stadion MOSiR Bystrzyca         | 1.      | 20     | (3,3,3,1,3,3,3) | —                |
| 9.  | 14 sierpnia    | 2021 | Grand Prix Szwecji | Målilla     | G&B Stadium                     | 2.      | 18     | (2,3,3,3,3,2,2) | Bartosz Zmarzlik |
| 10. | 28 sierpnia    | 2021 | Grand Prix Rosji   | Togliatti   | Stadion im. Anatolija Stepanowa | 1.      | 20     | (3,3,3,2,3,2,3) | —                |
| 11. | 11 września    | 2021 | Grand Prix Danii   | Vojens      | Vojens Speedway Center          | 1.      | 20     | (3,3,3,2,1,3,3) | —                |
| 12. | 1 października | 2021 | Grand Prix Polski  | Toruń       | Motoarena                       | 1.      | 20     | (3,1,3,2,3,3,3) | —                |

### Punkty w poszczególnych zawodachGrand Prix
| Sezon 2011           |                       |                                 |                                 |                                |                          |                                 |                      |                                |                        |                                 |         |         |         |         |         |         |         |         |         |         |         |        |        |        |        |        |        |        |        |        |        |        |        |        |        |
| GP Europy – Leszno   | GP Szwecji – Göteborg | GP Czech – Praga                | GP Danii – Kopenhaga            | GP Wielkiej Brytanii – Cardiff | GP Włoch – Terenzano     | GP Skandynawii – Målilla        | GP Polski – Toruń    | GP Nordyckie – Vojens          | GP Chorwacji – Gorican | GP Polski – Gorzów Wielkopolski | miejsce | miejsce | miejsce | miejsce | miejsce | miejsce | miejsce | miejsce | miejsce | miejsce | miejsce | punkty | punkty | punkty | punkty | punkty | punkty | punkty | punkty | punkty | punkty | punkty |        |        |        |
| 0                    | 1                     | 2                               | 7                               | –                              | –                        | 1                               | 1                    | 9                              | 4                      | 3                               | 15      | 15      | 15      | 15      | 15      | 15      | 15      | 15      | 15      | 15      | 15      | 28     | 28     | 28     | 28     | 28     | 28     | 28     | 28     | 28     | 28     | 28     |        |        |        |
| Sezon 2018           |                       |                                 |                                 |                                |                          |                                 |                      |                                |                        |                                 |         |         |         |         |         |         |         |         |         |         |         |        |        |        |        |        |        |        |        |        |        |        |        |        |        |
| GP Polski – Warszawa | GP Czech – Praga      | GP Danii – Horsens              | GP Szwecji – Hallstavik         | GP Wielkiej Brytanii – Cardiff | GP Skandynawii – Målilla | GP Polski – Gorzów Wielkopolski | GP Słowenii – Krško  | GP Niemiec – Teterow           | GP Polski – Toruń      | miejsce                         | miejsce | miejsce | miejsce | miejsce | miejsce | miejsce | miejsce | miejsce | miejsce | miejsce | miejsce | punkty | punkty | punkty | punkty | punkty | punkty | punkty | punkty | punkty | punkty | punkty | punkty |        |        |
| 13                   | 8                     | 12                              | 8                               | 6                              | 6                        | 13                              | 7                    | 4                              | 20                     | 6                               | 6       | 6       | 6       | 6       | 6       | 6       | 6       | 6       | 6       | 6       | 6       | 97     | 97     | 97     | 97     | 97     | 97     | 97     | 97     | 97     | 97     | 97     | 97     |        |        |
| Sezon 2019           |                       |                                 |                                 |                                |                          |                                 |                      |                                |                        |                                 |         |         |         |         |         |         |         |         |         |         |         |        |        |        |        |        |        |        |        |        |        |        |        |        |        |
| GP Polski – Warszawa | GP Słowenii – Krško   | GP Czech – Praga                | GP Szwecji – Hallstavik         | GP Polski – Wrocław            | GP Skandynawii – Målilla | GP Niemiec – Teterow            | GP Danii – Vojens    | GP Wielkiej Brytanii – Cardiff | GP Polski – Toruń      | miejsce                         | miejsce | miejsce | miejsce | miejsce | miejsce | miejsce | miejsce | miejsce | miejsce | miejsce | miejsce | punkty | punkty | punkty | punkty | punkty | punkty | punkty | punkty | punkty | punkty | punkty | punkty |        |        |
| 4                    | 9                     | 9                               | 5                               | 7                              | 16                       | 8                               | 5                    | 6                              | 7                      | 11                              | 11      | 11      | 11      | 11      | 11      | 11      | 11      | 11      | 11      | 11      | 11      | 76     | 76     | 76     | 76     | 76     | 76     | 76     | 76     | 76     | 76     | 76     | 76     |        |        |
| Sezon 2020           |                       |                                 |                                 |                                |                          |                                 |                      |                                |                        |                                 |         |         |         |         |         |         |         |         |         |         |         |        |        |        |        |        |        |        |        |        |        |        |        |        |        |
| GP Polski – Wrocław  | GP Polski – Wrocław   | GP Polski – Gorzów Wielkopolski | GP Polski – Gorzów Wielkopolski | GP Czech – Praga               | GP Czech – Praga         | GP Polski – Toruń               | GP Polski – Toruń    | miejsce                        | miejsce                | miejsce                         | miejsce | miejsce | miejsce | miejsce | miejsce | miejsce | miejsce | miejsce | miejsce | miejsce | miejsce | punkty | punkty | punkty | punkty | punkty | punkty | punkty | punkty | punkty | punkty | punkty | punkty | punkty | punkty |
| 20                   | 12                    | 8                               | 5                               | 10                             | 5                        | 8                               | 16                   | 7                              | 7                      | 7                               | 7       | 7       | 7       | 7       | 7       | 7       | 7       | 7       | 7       | 7       | 7       | 84     | 84     | 84     | 84     | 84     | 84     | 84     | 84     | 84     | 84     | 84     | 84     | 84     | 84     |
| Sezon 2021           |                       |                                 |                                 |                                |                          |                                 |                      |                                |                        |                                 |         |         |         |         |         |         |         |         |         |         |         |        |        |        |        |        |        |        |        |        |        |        |        |        |        |
| GP Czech – Praga     | GP Czech – Praga      | GP Polski – Wrocław             | GP Polski – Wrocław             | GP Polski – Lublin             | GP Polski – Lublin       | GP Szwecji – Målilla            | GP Rosji – Togliatti | GP Danii – Vojens              | GP Polski – Toruń      | GP Polski – Toruń               | miejsce | miejsce | miejsce | miejsce | miejsce | miejsce | miejsce | miejsce | miejsce | miejsce | miejsce | punkty | punkty | punkty | punkty | punkty | punkty | punkty | punkty | punkty | punkty | punkty |        |        |        |
| 12                   | 20                    | 16                              | 18                              | 14                             | 20                       | 18                              | 20                   | 20                             | 20                     | 14                              |         |         |         |         |         |         |         |         |         |         |         | 192    | 192    | 192    | 192    | 192    | 192    | 192    | 192    | 192    | 192    | 192    |        |        |        |

| Statystyki        | Statystyki |
| ----------------- | ---------- |
| Starty            | 48         |
| Zwycięstwa        | 6          |
| Miejsca na podium | 12         |
| Finalista         | 16         |
| Punkty            | 477        |

## Liga Polska

### Drużynowe Mistrzostwa Polski
| Sezon | Liga       | Klub                      | Miejsce | Mecze | Biegi | Punkty | Bonusy | Razem | Śr. bieg.   | Zwycięzca ligi               | Mistrz Polski                |
| ----- | ---------- | ------------------------- | ------- | ----- | ----- | ------ | ------ | ----- | ----------- | ---------------------------- | ---------------------------- |
| 2008  | I Liga     | SK Lokomotīve Dyneburg    | 5.      | 16    | 66    | 121    | 6      | 127   | 1,924       | Polonia Bydgoszcz            | Unibax Toruń                 |
| 2009  | I Liga     | SK Lokomotīve Dyneburg    | 2.      | 18    | 76    | 116    | 14     | 130   | 1,711       | Unia Tarnów                  | Falubaz Zielona Góra         |
| 2010  | I Liga     | SK Lokomotīve Dyneburg    | 4.      | 19    | 89    | 175    | 24     | 199   | 2,236       | Marma-Hadykówka Rzeszów      | Unia Leszno                  |
| 2011  | Ekstraliga | CKM Włókniarz Częstochowa | 8.      | 15    | 70    | 86     | 10     | 96    | 1,371 (36.) | Stelmet Falubaz Zielona Góra | Stelmet Falubaz Zielona Góra |
| 2012  | Ekstraliga | Polonia Bydgoszcz         | 6.      | 13    | 48    | 53     | 5      | 58    | 1,208 (53.) | Azoty Tauron Tarnów          | Azoty Tauron Tarnów          |
| 2013  | Ekstraliga | Unia Tarnów               | 3.      | 22    | 100   | 197    | 12     | 209   | 2,090 (11.) | Stelmet Falubaz Zielona Góra | Stelmet Falubaz Zielona Góra |
| 2014  | Ekstraliga | Grupa Azoty Unia Tarnów   | 3.      | 18    | 80    | 162    | 14     | 176   | 2,200 (7.)  | Stal Gorzów                  | Stal Gorzów                  |
| 2015  | Ekstraliga | MRGARDEN GKM Grudziądz    | 8.      | 14    | 73    | 137    | 7      | 144   | 1,973 (17.) | Fogo Unia Leszno             | Fogo Unia Leszno             |
| 2016  | Ekstraliga | MRGARDEN GKM Grudziądz    | 5.      | 13    | 62    | 114    | 2      | 116   | 1,871 (18.) | Stal Gorzów                  | Stal Gorzów                  |
| 2017  | Ekstraliga | MRGARDEN GKM Grudziądz    | 6.      | 14    | 72    | 156    | 5      | 161   | 2,236 (3.)  | Fogo Unia Leszno             | Fogo Unia Leszno             |
| 2018  | Ekstraliga | MRGARDEN GKM Grudziądz    | 6.      | 14    | 77    | 180    | 4      | 184   | 2,390 (4.)  | Fogo Unia Leszno             | Fogo Unia Leszno             |
| 2019  | Ekstraliga | MRGARDEN GKM Grudziądz    | 5.      | 14    | 63    | 140    | 4      | 144   | 2,286 (5.)  | Fogo Unia Leszno             | Fogo Unia Leszno             |
| 2020  | Ekstraliga | MRGARDEN GKM Grudziądz    | 7.      | 14    | 73    | 180    | 1      | 181   | 2,479 (2.)  | Fogo Unia Leszno             | Fogo Unia Leszno             |
| 2021  | Ekstraliga | Betard Sparta Wrocław     | 1.      | 18    | 89    | 201    | 9      | 210   | 2,360 (3.)  | —                            | —                            |
| 2023  | Ekstraliga | Betard Sparta Wrocław     | 2.      | 20    | 95    | 201    | 12     | 213   | 2,242 (6)   | Motor Lublin                 | Motor Lublin                 |
| 2024  | Ekstraliga | Betard Sparta Wrocław     | 2.      | 20    | 104   | 244    | 12     | 256   | 2,462 (1)   | Motor Lublin                 | Motor Lublin                 |

## Inne osiągnięcia
Indywidualne Mistrzostwa Świata Juniorów
- 2009 -  Goričan - 12. miejsce - 4 pkt →  wyniki
- 2010 -  Gdańsk,  Dyneburg,  Pardubice - 9. miejsce - 18 pkt →  wyniki

Indywidualne Mistrzostwa Europy Juniorów
- 2007 -  Częstochowa - 7. miejsce - 9 pkt →  wyniki
- 2008 -  Stralsund - 5. miejsce - 10 pkt →  wyniki
- 2009 -  Tarnów - 4. miejsce - 13+1 pkt →  wyniki

Kryterium Asów Polskich Lig Żużlowych im. Mieczysława Połukarda
- 2011 -  Bydgoszcz - 6. miejsce - 8 pkt → wyniki
- 2021 -  Bydgoszcz - 3. miejsce - 13 pkt → wyniki
- 2023 -  Bydgoszcz - 1. miejsce - 13 pkt → wyniki
- 2024 -  Bydgoszcz - 3. miejsce - 10+3 pkt → wyniki
- 2025 -  Bydgoszcz - 11. miejsce - 6 pkt → wyniki

Indywidualne Międzynarodowe Mistrzostwa Ekstraligi
- 2017 -  Gdańsk - 5. miejsce - 11+1 pkt → wyniki
- 2018 -  Gdańsk - 8. miejsce - 8 pkt → wyniki
- 2019 -  Gdańsk - 11. miejsce - 6 pkt → wyniki
- 2020 -  Toruń - 12. miejsce - 5 pkt → wyniki
- 2021 -  Toruń - 6. miejsce - 10 pkt → wyniki
- 2024 -  Łódź - 12. miejsce - 6 pkt → wyniki
- 2025 -  Łódź - 2. miejsce - 11+3+2 pkt → wyniki

Turniej o Koronę Bolesława Chrobrego - Pierwszego Króla Polski
- 2011 -  Gniezno - 14. miejsce - 4 pkt → wyniki
- 2017 -  Gniezno - 9. miejsce - 6 pkt → wyniki
- 2018 -  Gniezno - 4. miejsce - 14 pkt → wyniki
- 2025 -  Gniezno - 2. miejsce - 12+2+2 pkt → wyniki